# Danh sách phối ngẫu nước Hà Lan
Tại Hà Lan, phối ngẫu hoàng gia là người kết hôn với vị quân chủ Hà Lan đang trị vì. Tất cả các phối ngẫu của các vị quân chủ Hà Lan đều mang tước hiệu "Vương hậu Hà Lan" (Nederland) với cách xưng hô Bệ hạ. Ngược lại, phu quân của ba nữ vương trị vì Hà Lan mang tước hiệu "Vương tế Hà Lan" với cách xưng hô Điện hạ. Vợ của Quốc vương Bonaparte trị vì Vương quốc Hà Lan mang tước hiệu "Vương hậu Holland" với cách xưng hô Bệ hạ. Dưới đây là danh sách các vương phối của các vị quân chủ trị vì Holland (1806–1810) và Hà Lan hiện đại (từ năm 1813 đến nay).

## Vương hậu Holland
| STT | Hình ảnh | Tên                                    | Coat of Arms | Cha                                    | Mẹ                                     | Sinh                | Kết hôn            | Bắt đầu                           | Kết thúc                          | Mất                 | Phối ngẫu  |
| --- | -------- | -------------------------------------- | ------------ | -------------------------------------- | -------------------------------------- | ------------------- | ------------------ | --------------------------------- | --------------------------------- | ------------------- | ---------- |
| 1   |          | Hortense Eugénie Cécile de Beauharnais |              | Alexandre de Beauharnais (Beauharnais) | Joséphine de Beauharnais (Beauharnais) | 10 tháng 4 năm 1783 | 4 tháng 1 năm 1802 | 5 tháng 6 năm 1806 chồng lên ngôi | 1 tháng 7 năm 1810 chồng thoái vị | 5 tháng 10 năm 1837 | Lodewijk I |

## Các Vương hậu Hà Lan
| STT | Hình ảnh | Tên                                                                                       | Coat of Arms | Cha                                                      | Mẹ                                                                 | Sinh                 | Kết hôn             | Bắt đầu                            | Kết thúc                        | Mất                  | Phối ngẫu        |
| --- | -------- | ----------------------------------------------------------------------------------------- | ------------ | -------------------------------------------------------- | ------------------------------------------------------------------ | -------------------- | ------------------- | ---------------------------------- | ------------------------------- | -------------------- | ---------------- |
| 1   |          | Friederike Luise Wilhelmine của Phổ                                                       |              | Friedrich Wilhelm II của Phổ (Hohenzollern)              | Friederike Luise của Hessen-Darmstadt (Hessen-Darmstadt)           | 18 tháng 11 năm 1774 | 1 tháng 10 năm 1791 | 16 tháng 3 năm 1815 chồng lên ngôi | 12 tháng 10 năm 1837            | 12 tháng 10 năm 1837 | Willem I         |
| 2   |          | Anna Pavlovna của Nga                                                                     |              | Pavel I của Nga (Holstein-Gottorp-Romanov)               | Mariya Fyodorovna (Württemberg)                                    | 18 tháng 1 năm 1795  | 21 tháng 2 năm 1816 | 7 tháng 10 năm 1840 chồng lên ngôi | 17 tháng 3 năm 1849 chồng mất   | 1 tháng 3 năm 1865   | Willem II        |
| 3   |          | Sophie Friederike Matilda của Württemberg                                                 |              | Wilhelm I của Württemberg (Württemberg)                  | Catherine Pavlovna của Nga (Holstein-Gottorp-Romanov)              | 17 tháng 6 năm 1818  | 18 tháng 6 năm 1839 | 17 tháng 3 năm 1849 chồng lên ngôi | 3 tháng 6 năm 1877              | 3 tháng 6 năm 1877   | Willem III       |
| 4   |          | Adelheid Emma Wilhelmina Theresia của Waldeck và Pyrmont                                  |              | Georg Viktor, Thân vương xứ Waldeck và Pyrmont (Waldeck) | Helene xứ Nassau (Nassau-Weilburg)                                 | 2 tháng 8 năm 1858   | 7 tháng 1 năm 1879  | 7 tháng 1 năm 1879                 | 23 tháng 11 năm 1890 chồng mất  | 20 tháng 3 năm 1934  | Willem III       |
| 5   |          | Heinrich Wladimir Albrecht Ernst của Mecklenburg-Schwerin                                 |              | Friedrich Franz II xứ Mecklenburg-Schwerin (Mecklenburg) | Marie xứ Schwarzburg-Rudolstadt (Schwarzburg-Rudolstadt)           | 19 tháng 4 năm 1876  | 7 tháng 2 năm 1901  | 7 tháng 2 năm 1901                 | 3 tháng 7 năm 1934              | 3 tháng 7 năm 1934   | Wilhelmina       |
| 6   |          | Bernhard Leopold Friedrich Eberhard Julius Kurt Karl Gottfried Peter of Lippe-Biesterfeld |              | Bernhard của Lippe-Biesterfeld (Lippe)                   | Armgard von Cramm (Cramm)                                          | 29 tháng 6 năm 1911  | 8 tháng 9 năm 1936  | 6 tháng 9 năm 1948 vợ lên ngôi     | 30 tháng 4 năm 1980 vợ thoái vị | 1 tháng 12 năm 2004  | Juliana          |
| 7   |          | Klaus-Georg (Claus) Wilhelm Otto Friedrich Gerd von Amsberg                               |              | Claus Felix von Amsberg (Amsberg)                        | Baroness Gösta von dem Bussche-Haddenhausen (Bussche-Haddenhausen) | 6 tháng 9 năm 1926   | 10 tháng 3 năm 1966 | 30 tháng 4 năm 1980 vợ lên ngôi    | 6 tháng 10 năm 2002             | 6 tháng 10 năm 2002  | Beatrix          |
| 8   |          | Máxima Zorreguieta Cerruti                                                                |              | Jorge Zorreguieta                                        | María del Carmen Cerruti Carricart                                 | 17 tháng 5 năm 1971  | 2 tháng 2 năm 2002  | 30 tháng 4 năm 2013 chồng lên ngôi | Đương nhiệm                     | Đương nhiệm          | Willem-Alexander |